# Stade d'Abidjan
El Stade d'Abidjan es un equipo de fútbol de Costa de Marfil que participa en la Primera División de Costa de Marfil, la máxima categoría de fútbol en el país.

## Historia
Fue fundado en 1936 en la capital Abiyán como ASFI Abidjan luego de la fusión de PIC y OC Abidjan y pasaron a llamarse U.S.F. Abidjan. Posteriormente se renombraron Olympique Club Abidjan hasta 1959, donde cambiaron al nombre que llevan actualmente.
Fue el primer equipo de Costa de Marfil en ganar un torneo internacional, la Copa Africana de Clubes Campeones 1966.

## Palmarés

### Torneos nacionales (13)
- Primera División de Costa de Marfil (6): 1962, 1963, 1965, 1966, 1969, 2025
- Copa de Costa de Marfil (5): 1971, 1976, 1984, 1994, 2000
- Copa Houphouët-Boigny (2): 1985, 2018

### Torneos internacionales (2)
- Copa Africana de Clubes Campeones (1): 1966
- Campeonato de Clubes de la WAFU (1): 1977 (No oficial)

## Participación en competiciones de la CAF
| Temporada | Torneo                            | Ronda            | Club              | Casa  | Visita | Global      |
| --------- | --------------------------------- | ---------------- | ----------------- | ----- | ------ | ----------- |
| 1966      | Copa Africana de Clubes Campeones | 1                | Etoile Filante    | 4-1   | 0-2    | 4-3         |
| 1966      | Copa Africana de Clubes Campeones | Cuartos de final | Asante Kotoko     | 1-0   | 2-2    | 3-2         |
| 1966      | Copa Africana de Clubes Campeones | Semifinales      | Al-Hilal Omdurmán | 4-2   | 0-1    | 4-3         |
| 1966      | Copa Africana de Clubes Campeones | Final            | AS Real Bamako    | 4-1   | 1-3    | 5-4         |
| 1967      | Copa Africana de Clubes Campeones | 1                | Modèle Lomé       | 2-1   | 0-0    | 2-1         |
| 1967      | Copa Africana de Clubes Campeones | Cuartos de final | Asante Kotoko     | 3-1   | 2-5    | 5-6         |
| 1970      | Copa Africana de Clubes Campeones | 2                | AS Real Bamako    | 6-2   | 3-2    | 9-4         |
| 1970      | Copa Africana de Clubes Campeones | Cuartos de final | AS Kaloum Star    | 1-1   | 3-4    | 4-5         |
| 1985      | Recopa Africana                   | 1                | FC 105 Libreville | 3-1   | 1-5    | 4-6         |
| 1995      | Recopa Africana                   | 1                | Zumunta AC        | 1-0   | 1-2    | 2-2 (a)     |
| 1995      | Recopa Africana                   | 2                | JS Kabylie        | 1-0   | 0-2    | 1-2         |
| 1996      | Recopa Africana                   | 1                | ASKO Kara         | 4-1   | 1-2    | 5-3         |
| 1996      | Recopa Africana                   | 2                | FUS Rabat         | 1-1   | 0-2    | 1-3         |
| 1997      | Copa CAF                          | 1                | USFA Ouagadougou  | 2-3   | 1-1    | 3-4         |
| 2000      | Copa CAF                          | 1                | AC Semassi FC     | w.o.1 | w.o.1  | w.o.1       |
| 2000      | Copa CAF                          | 2                | CA Bizertin       | 3-0   | 1-4    | 4-4 (a)     |
| 2000      | Copa CAF                          | Cuartos de final | Cotonsport Garoua | 2-0   | 0-1    | 2-1         |
| 2000      | Copa CAF                          | Semifinales      | Ismaily SC        | 0-2   | 0-5    | 0-7         |
| 2001      | Recopa Africana                   | 1                | Olympic FC        | 4-0   | 2-0    | 6-0         |
| 2001      | Recopa Africana                   | 2                | Interclube        | 1-0   | 0-1    | 1-1 (1-3 p) |
| 2018/19   | Copa Confederación de la CAF      | Preliminar       | Nouakchott King's | 0-1   | 2-1    | 2-2 (a)     |
| 2018/19   | Copa Confederación de la CAF      | 1                | Étoile du Sahel   | 1-0   | 0-3    | 1-3         |

1- AC Semassi FC abandonó el torneo.

## Jugadores

### Jugadores destacados
| - Aristide Bancé - Sylvain Kaboré - Ibrahima Bakayoko - Tagro Baleguhe - Maurice Bassolé - Eugene Dadi - Mariko Daouda - Bernard Youan-Bi Gaman - Arthur Kocou - Bernard Kouakou - Raoul Kouakou | - Didier Otokoré - Joël Tiéhi - Jean-Jacques Tizie - Michel Yoro Bi Tra - Kandia Traore - Lacina Traoré - Syndou Traoré - Zephirin Zoko - Sékou Dramé - Souleymane Youla - Stephen Keshi |

## Entrenadores
- Cecil Jones Attuquayefio (1989-1990)
- Pascal Théault (2002-2003)
- Laurent Zahui (2007-2010)
- Akéssé Lewis (2014-)
- Bahloul Djilali (2016-2017)